# Kriolit
A kriolit (nátrium-hexafluoro-aluminát, Na3AlF6) egy ritka ásvány, amelyet Grönland nyugati partvidékén bányásztak a lelőhely 1987-es kimerüléséig. Nevét a jéghez hasonló színéről, valamint alacsony olvadáspontjáról kapta, görögül cryò = fagy, és lithòs = kő. A kriolitot egykor alumínium kinyerésére használták, később az alumíniumgyártásban az elektrolízis során használták fel. Ma a kriolit kulcsszerepet tölt be az alumíniumgyártásban. A Hall–Héroult-eljárás során az alumínium-oxidot (Al2O3) olvadt kriolitban (Na3AlF6) oldják fel, hogy ezzel csökkentsék az olvadáspontot, és megkönnyítsék az elektrolízist. A vegytiszta kriolit olvadáspontja 1012 °C. Kis százaléknyi alumínium-oxid feloldásával az olvadáspontja körülbelül 1000 °C-ra csökken. Még így is tekintélyes mennyiségű energia szükséges mind az olvasztáshoz, mind az elektrolízishez, de ez az eljárás sokkal kevesebb energiát igényel, mint ha magát az alumínium-oxidot olvasztanák meg. Mivel ma már a kriolit túl ritka a természetben, hogy erre a célra felhasználják, ezért mesterségesen állítják elő alumínium-fluorid, timföld és nátrium-hidroxid felhasználásával, vagy közvetlenül alumínium-fluorid és nátrium-aluminát reagáltatásával.

## Fizikai tulajdonságai

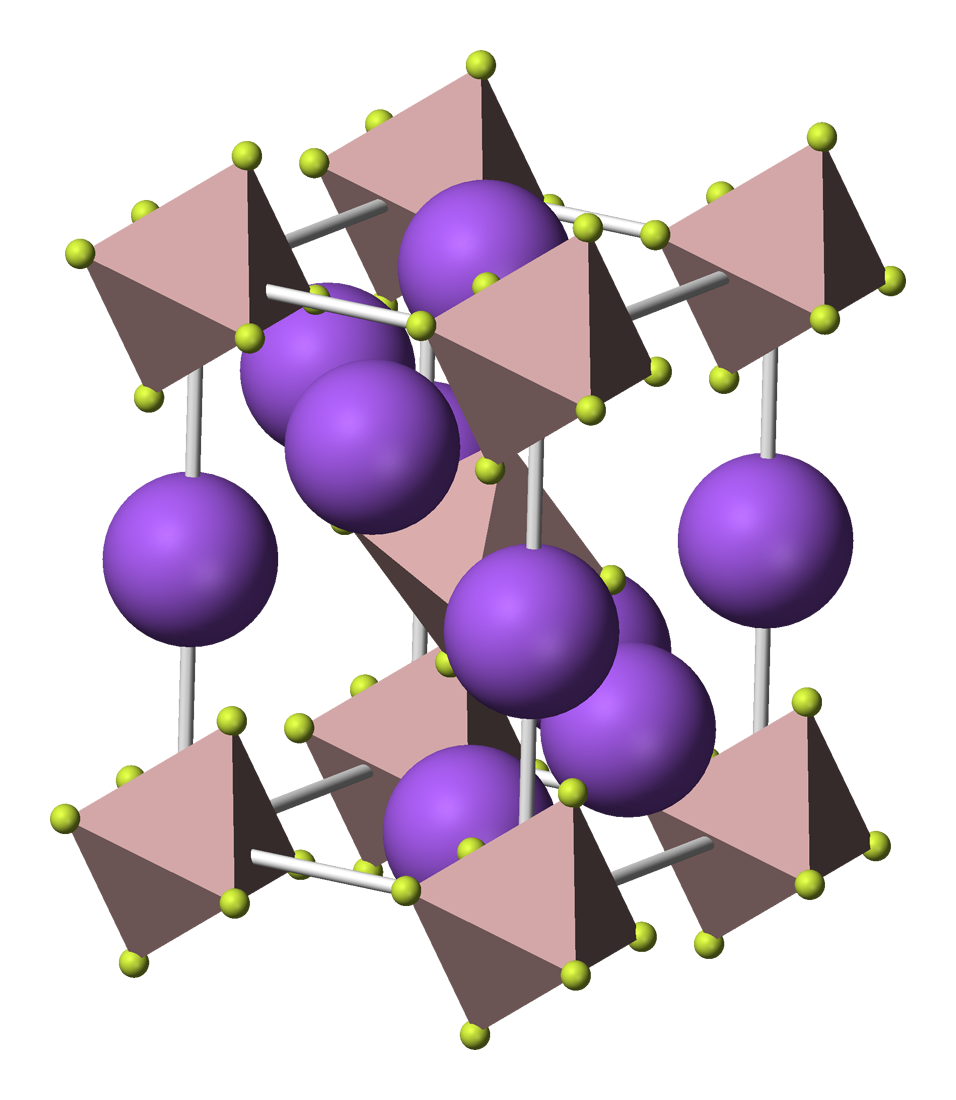
A kriolit elemi cellája

Színe változatos, élénk bíborszínű, kék, zöld vagy sárga, vöröses narancssárga, rózsaszínű, fehér vagy barna. Egyetlen kristályon belül is lehetnek különböző színű övek. A tiszta, szennyezetlen kristályok színtelenek. Durvaszemcsés, hexaéderes vagy oktaéderes kristályokat alkot. Mohs-keménysége 2,5-3 közötti, sűrűsége körülbelül 2,97 g/cm³. A kriolit törésmutatója nagyon közel áll a vízéhez, ezért a porított kriolit vízbe merítve szinte láthatatlanná válik.